# Hyperabduktionssyndrom
Das Hyperabduktionssyndrom ist eine seltene Kompression der Gefäßnervenstraße unterhalb des Musculus pectoralis minor. Es tritt vor allem bei schon bestehender Enge unterhalb des Processus coracoideus oder Musculus pectoralis minor auf. Nach maximaler Abspreizung (Abduktion) oder Heben des Armes tritt eine Kompression von Arteria und Vena subclavia sowie des Plexus brachialis auf. 

## Klinik
Als Provokationstest (Adson-Test) wird der Arm kopfwärts nach hinten gezogen und dort gehalten. Auch nach 1–2 min ist der Radialispuls noch gut fühlbar. Existiert eine Verengung unterhalb des Musculus pectoralis minor so klagt der Patient über ausstrahlende Schmerzen und ein Radialispuls ist nicht mehr fühlbar.